# Sant’Isidoro a Capo le Case

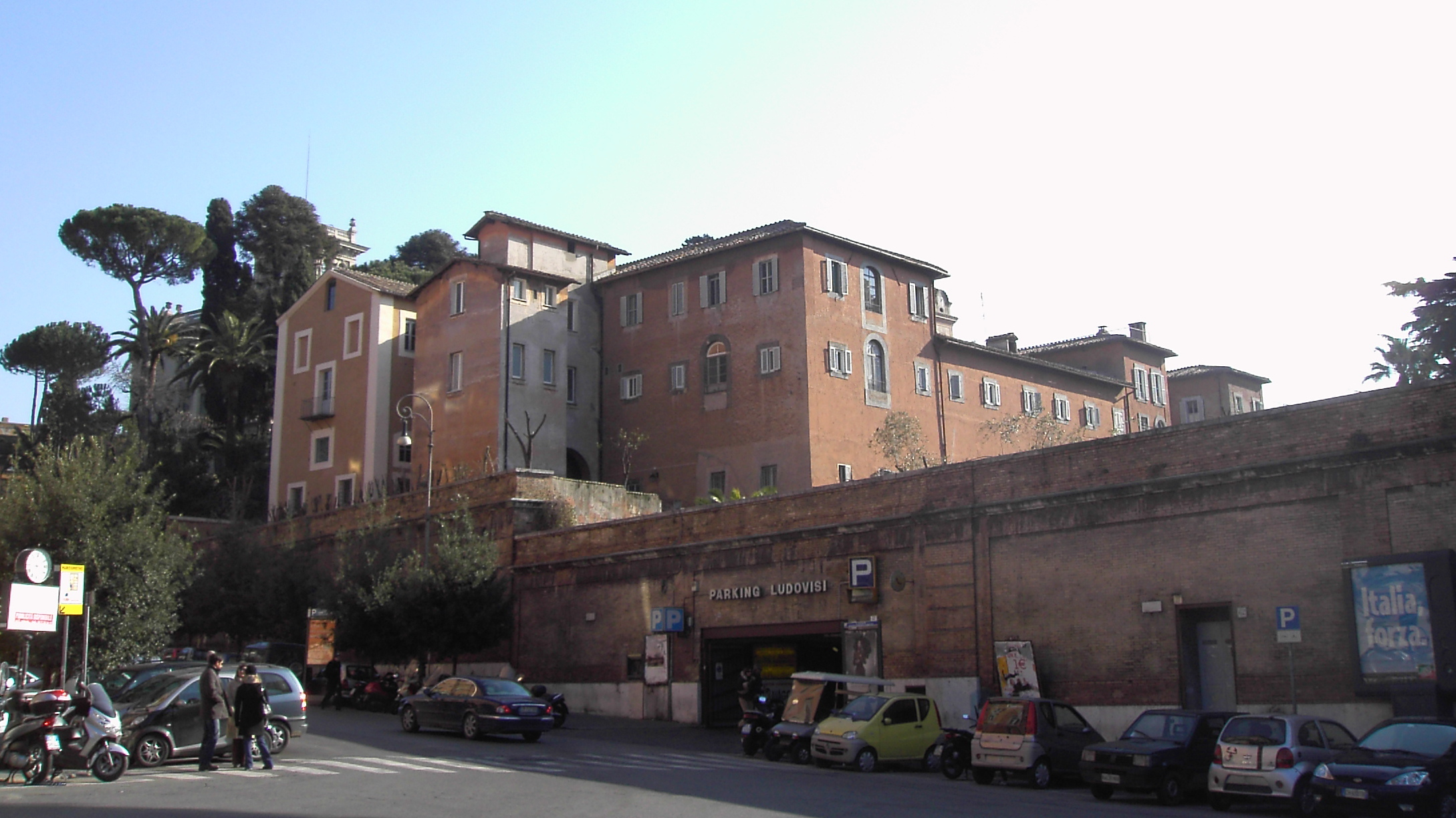
Das Kloster von Sant’Isidoro

Sant’Isidoro a Capo le Case ist ein Kirchen- und Klostergebäude in Rom. Das Franziskanerkloster befindet sich im Stadtteil Ludovisi auf dem Pincio; die Kirche ist die irische Nationalkirche in Rom. Von 1810 bis 1820 beheimatete das Konventsgebäude die Künstlerkolonie der Nazarener.

## Geschichte
Kirche und Kloster wurden durch Ottaviano Vestri di Barbiano gestiftet. Anlass war die Heiligsprechung von fünf Heiligen durch Gregor XV. im Jahr 1622, unter ihnen auch Isidor von Madrid. In den neuen, noch unfertigen Konvent zogen spanische Franziskaner vom Barfüßer-Zweig des Ordens. Nach nur zwei Jahren gelangte der Komplex an Franziskaner aus Irland unter Führung von Luke Wadding, die nach Rom geflohen waren. Wadding richtete ein Studienhaus ein, das 1625 durch eine Bulle von Papst Urban VIII. anerkannt wurde. Neben St. Isidor wurde nun St. Patrick zum Mitpatron von Kloster und Kirche.
Der irische Konvent wurde durch Napoleon kurzzeitig aufgelöst. In das leere Gebäude zogen 1810 die deutschen Künstler des Lukasbundes unter der Führung von Friedrich Overbeck und etablierten eine Lebens- und Arbeitsgemeinschaft, die hier bis etwa 1820 anhielt. In dieser Zeit etablierte sich für die Gruppe der Name Nazarener. Der Name der am Konvent entlangführenden Straße Via degli Artisti erinnert bis heute an die Nutzung durch die Künstlerkolonie.
Die irischen Franziskaner erhielten die Anlage zurück; bis zum Ende des 20. Jahrhunderts unterhielten sie hier eine Hochschule (St. Isidore's College), die alle Franziskaner der Irischen Ordensprovinz (dazu gehörte auch Australien) besuchten. 2008 wurde die Anlage dem Generalmeister des Franziskanerordens übergeben, der den Konvent und die Aktivitäten von St. Bonaventura in Grottaferrata mit einer bedeutenden Bibliothek hierhin transferierte. Eine irische franziskanische Präsenz soll aber nach Möglichkeit erhalten bleiben. Heute leben hier 13 Franziskaner aus sechs Ländern.

## Kirche

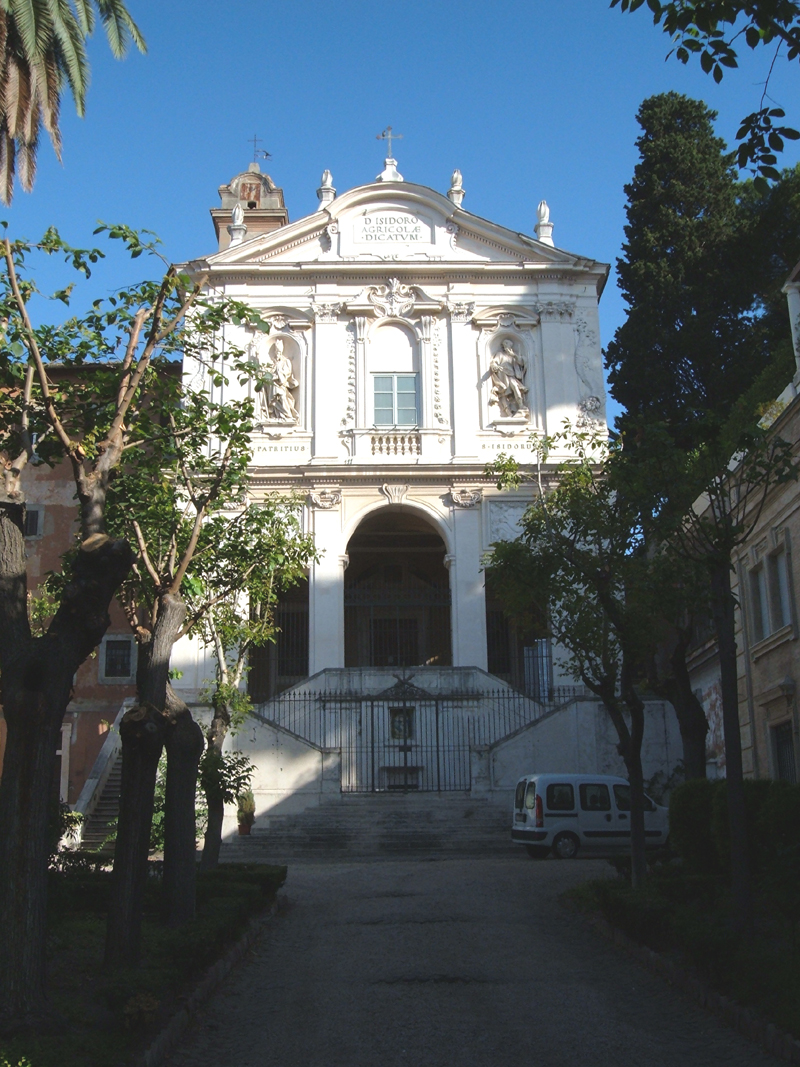
Fassade der Kirche von Carlo Francesco Bizzaccheri, 1704–05.

Die Klosterkirche wurde zunächst nach einem Entwurf von Antonio Felice Casoni begonnen. Die Fassade stammt von Carlo Francesco Bizzaccheri (1704–1705) unter Verwendung der bereits von Domenico Castelli fertiggestellten doppelrampigen Treppe und des Portikus. Das Innere ist einschiffig in der Gestalt eines Lateinischen Kreuzes und hat ein Tonnengewölbe. Es gibt je zwei Seitenkapellen im Schiff und im Chor. Die Deckengemälde stammen von Carlo Maratta (Geschichte Josephs, Unbefleckte Empfängnis), das Gemälde in der Kuppel ist von Domenico Bartolini. Der Hochaltar zeigt ein Gemälde St. Isidor und die Jungfrau Maria von Andrea Sacchi. Die Cappella Da Sylva wurde nach einem Entwurf von Gian Lorenzo Bernini umgebaut und enthält von seinem Sohn Paolo Valentino Bernini gestaltete Grabmonumente.

## Konventsgebäude
Das Konventsgebäude ist um zwei Kreuzgänge herum gebaut, den kleinen Kreuzgang (il piccolo chiostro), der 1626 von Casoni gestaltet wurde, und den nach Luke Wadding benannten Wadding-Kreuzgang mit Wandgemälden des 17. Jahrhunderts.